# 2008 au Japon
Cet article présente les faits marquants de l'année 2008 au Japon.

## Gouvernement
- Empereur : Akihito
- Premier ministre : Yasuo Fukuda, Tarō Asō
- Secrétaire général du Cabinet : Nobutaka Machimura, Takeo Kawamura
- Juge en chef de la Cour suprême : Nirō Shimada (en), Hironobu Takesaki (en)
- Président de la Chambre des représentants : Yōhei Kōno
- Président de la Chambre des conseillers : Satsuki Eda

## Évènements

### Janvier
- 31 janvier : Neuf personnes sont hospitalisées après avoir mangé du gyōza fabriqué en Chine[1].

### Février
- 11 février : La police d'Okinawa arrête le Marine américain Tyrone Hadnott et l'accuse du viol d'une collégienne[2].
- 19 février : Le Atago (en), destroyer de la Force maritime d'autodéfense japonaise, entre en collision avec le bateau de pêche Seitoku Maru à 4 h 07, au large de la préfecture de Chiba : deux disparus[3].
- 21 février : La Force maritime d'autodéfense japonaise ravitaille les navires de guerre des États-Unis et de leurs alliés dans l'Océan Indien[4]. Le ravitaillement avait été stoppé le 1er novembre de l'année précédente à la suite de l'expiration de la loi sur les mesures spéciales antiterroristes[5].
- 22 février : Arrestation de l'homme d'affaires Kazuyoshi Miura (en) suspecté du meurtre de sa femme à Saipan, territoire américain[6].
- 28 février : La Cour suprême confirme la condamnation à perpétuité de Daisuke Mori (en), pour un meurtre et quatre tentatives de meurtres[7].

### Mars
- 23 mars :
  - Plusieurs milliers de personnes manifestent à Okinawa pour protester contre la multiplication d'incidents liés à la présence de quarante mille soldats américains de la base navale[8].
  - Arrestation de Masahiro Kanagawa, tueur à la chaîne, après qu'il a tué une personne et blessé sept autres[9].

### Avril
- 21 avril : En visite au Japon, le Commissaire européen au Commerce, Peter Mandelson exhorte le Japon à s'ouvrir aux investissements étrangers. Selon lui, les investissements européens au Japon ne représentent que 3 % des investissements japonais en Europe[10].

- 24 avril : Le groupe japonais Nintendo annonce avoir vendu, au 31 mars, 24,45 millions de sa console de jeux Wii depuis son lancement en novembre 2006 dépassant largement la Xbox 360 de Microsoft et la PlayStation 3 de Sony[11].

- 25 avril : Le gouvernement annonce un aide alimentaire de 100 millions de dollars pour les pays les plus démunis devant la flambée des prix des produits alimentaires.

### Mai
- 5 mai : Début de la visite officielle de sept jours du président chinois Hu Jintao[12]. Il s'agit de la première visite d'un président chinois depuis le voyage raté de son prédécesseur Jiang Zemin en 1998. Le 7, il est reçu par l'empereur Akihito. En 2006, le commerce bilatéral s'est monté à 236,6 milliards de dollars.

### Juin
- 8 juin : Massacre d'Akihabara à Tokyo. Un homme fonce sur la foule à un passage piéton avec un camion puis sort du véhicule et poignarde au hasard au moins douze personnes : 7 morts et 10 blessés.

- 12 juin : Des perquisitions ont été menées dans des bâtiments de sociétés soupçonnées de fabriquer et d'expédier du matériel nucléaire à la Corée du Nord.
- 13 juin : Le gouvernement japonais décide de lever partiellement les sanctions commerciales en échange de l'ouverture d'une enquête sur les Japonais enlevés et emmenés en Corée du Nord. Les vols charters entre les deux pays vont pouvoir reprendre[13].

- 14 juin : Un violent séisme, d'une magnitude de 7,2 dans le nord du Japon, cause la mort de 9 personnes et fait 220 blessés.
- 17 juin : Le tueur en série Tsutomu Miyazaki est exécuté par pendaison.

### Juillet
- 7 au 9 juillet : Sommet du G8 dans la ville de Tōyako[14].

### Août
- 28 août : En raison de la crise financière, le gouvernement Asō annonce un premier plan de relance économique de 73 milliards d'euros.

### Septembre
- 6 septembre : Le premier ministre Yasuo Fukuda annonce sa démission.
- 24 septembre : Tarō Asō devient le nouveau premier ministre.
- 26 au 28 septembre : Grand Prix moto du Japon 2008.

### Octobre
- Le Prix Nobel de physique est remis à trois physiciens japonais : Yoichiro Nambu, Makoto Kobayashi, Toshihide Maskawa[15].
- 1er octobre : Un incendie criminel fait 15 morts dans un incendie survenu avant l'aube dans un magasin de vidéos pour adultes à Osaka[16].
- 10 octobre : Kazuyoshi Miura se suicide à Los Angeles alors qu'il était en état d'arrestation, soupçonné d'être impliqué dans le meurtre de sa femme[17].
- 12 octobre : Grand Prix automobile du Japon 2008.

### Novembre
- 7 novembre : Le groupe Panasonic — leader mondial de l'électronique Grand public —  annonce sa volonté de mener dans les prochains mois une OPA amicale sur Sanyo. Le CA cumulé atteint 96,2 milliards d'euros. L'intérêt de Sanyo réside dans sa position de leader sur le secteur des batteries vertes destinées aux voitures hybrides et électriques, un marché en pleine expansion, mais aussi dans les piles et les panneaux solaires, les cellules photovoltaïques, les batteries pour téléphones portables, les ordinateurs, les baladeurs numériques[18],[19].

- 14 novembre : Le Japon s'engage à mettre à disposition deux milliards de dollars destinés à aider les banques « sur les petits marchés émergents »[20].

### Décembre
- 4 décembre : Le groupe de services financiers Nomura Holdings annonce une réduction d'effectif de mille emplois à Londres, sur un total de 4 500, en raison de difficultés dans la reprise des activités de l'ex-banque d'affaires américaine Lehman Brothers en Europe. Nomura s'était engagé à reprendre plus de 8 000 ex-employés de Lehman Brothers en Asie-Pacifique, en Europe et au Moyen-Orient, ainsi qu'au centre de soutien mondial basé à Bombay.

- 8 décembre : Le Japon dénonce l'arrivée de navires de surveillance chinois dans les eaux des îles Senkaku que le Japon considère comme territoire national[21].

- 10 décembre
  - Selon l'agence de presse Kyodo, après deux trimestres consécutifs de décroissance, le pays est entré officiellement en récession en septembre. L'année budgétaire 1er avril 2008/31 mars 2009 devrait connaître une évolution négative de son produit intérieur brut et l'année budgétaire 1er avril 2009/31 mars 2010 devrait au mieux connaître une croissance nulle du PIB.
  - Après celles du Canada et de France, le groupe Toyota annonce des journées de chômage technique dans ses deux usines américaines de l'Indiana et au Kentucky et dans son usine de Californie codétenue avec General Motors.

- 14 décembre : La société financière Nomura Holdings annonce qu'elle pourrait subir une perte de quelque 302 millions de dollars (27,5 milliards de yens) à cause de la fraude conduite par le gérant de fonds Bernard Madoff.

- 19 décembre : La Banque du Japon annonce la baisse de son taux de base de 0,30 % à 0,10 % pour tenter de briser l'envolée du yen face au dollar et de relancer la croissance.

- 20 décembre : Un séisme de magnitude 7 s'est produit à environ 10 km sous terre. Il a été localisé à 139 km à l'est de la ville d'Iwaki (36.51 degrés de latitude nord et 143 degrés de longitude est) dans le nord de l'île principale de Honshu à 10H29 GMT[22].

- 22 décembre :
  - Le groupe automobile Toyota Motor annonce une perte d'exploitation de 150 milliards de yens (1,22 milliard d'euros), la première de toute son histoire, pour l'exercice 2008-2009 qui se terminera fin mars.
  - Le gouvernement porte un jugement des plus pessimistes sur plusieurs volets de l'économie japonaise : les dépenses d'investissement « décroissent », la production et les bénéfices des entreprises « chutent fortement », notamment en raison de la baisse des expéditions de marchandises à l'étranger, manifestes depuis deux mois : « La situation s'aggrave rapidement sur le front de l'emploi ». L'exécutif craint une aggravation de la situation économique à l'étranger qui, couplée aux fluctuations erratiques sur les marchés d'actions et des changes, pénaliserait encore plus le Japon dont la santé dépend beaucoup des exportations[23].
  - L'association du sumo japonais annonce l'annulation d'un tournoi de démonstration de ses sumotoris qui était prévue au Royal Albert Hall de Londres du 7 au 11 octobre 2009, jugeant cette exhibition trop coûteuse à cause de la crise économique mondiale.

- 24 décembre : La production, les ventes et l'exportation d'automobiles sont en baisse importante, de l'ordre de 20 à 30 % sur un an. Toutes marques comprises (Toyota, Lexus, Hino, Daihatsu), la production au Japon a chuté de 24,1.

- 26 décembre : La production industrielle s'est effondrée de 8,1 % en novembre par rapport à octobre, la plus lourde chute jamais enregistrée, suivant la dégringolade générale des exportations du pays pour cause de crise économique mondiale.

## Cinéma
- Catégorie:Film japonais sorti en 2008

## Sport
- Catégorie:Sport au Japon en 2008

## Décès
- 16 janvier : Kataoka Tamako, peintre.
- 13 février : Kon Ichikawa, réalisateur.
- 11 mars : Akemi Negishi, actrice.
- 2 avril : Momoko Ishii, auteure et traductrice de livres pour enfants.
- 6 juin : Saeko Himuro, romancière, essayiste et dramaturge.
- 17 juin : Tsutomu Miyazaki, tueur en série.
- 18 juin : Miyuki Kanbe,actrice.
- 2 août : Fujio Akatsuka, dessinateur.
- 4 août : Eri Kawai, chanteuse et compositrice.
- 14 août : Seiji Aochi, sauteur à ski.
- 16 août : Masanobu Fukuoka, agriculteur.
- 10 octobre : Kazuyoshi Miura, homme d'affaires.
- 27 octobre : Frank Nagai, chanteur.
- 7 novembre : Hidetaka Nishiyama, maître d'arts martiaux.
- 10 novembre : Kiyoshi Itō, mathématicien.
- 5 décembre : Shūichi Katō, médecin.
- 24 décembre : Ai Iijima, actrice.